# George Thom
George Thom   (Forgue, 2 de juliol de 1842 - Aberdeen, 20 de desembre de 1916) fou un matemàtic i pedagog escocès.

## Vida i obra
Thom es va graduar a la universitat d'Aberdeen el 1863. El 1867 va ser nomenat director del Doveton College de Madràs (Índia), on va romandre fins a 1876 en què va retornar a Escòcia com vice-director del Chanonry School d'Aberdeen. El 1878 va ser nomenat rector de la Dollar Academy. Va ocupar aquest càrrec durant 24 anys fins que el 1902 es va jubilar. Va ser membre fundador de la Societat Matemàtica d'Edimburg el 1883 i en va esdevenir president el 1886. El 1887 la Universitat de St Andrews li va conferir un doctorat honoris causa.
Va escriure bastants llibres de text de secundària de matemàtiques, botànica, fisiologia i altres temes.